# Axala

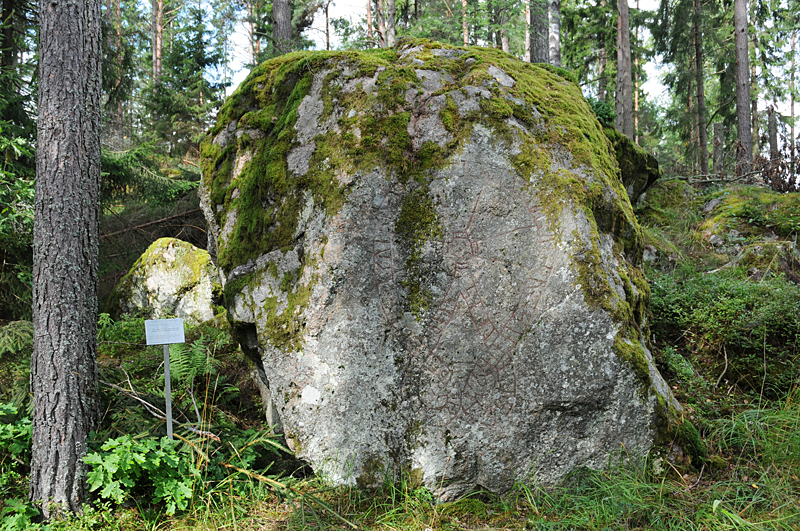
Runblocket Södermanlands runinskrifter 2.

Axala är en by i Björnlunda socken, Gnesta kommun i Södermanlands län. Länsväg 223 går förbi byn. Strax söder om Axala återfinns runblocket Södermanlands runinskrifter 2.

## Historia
Byn omnämns första gången 1345. Den är belägen längs den medeltida Eriksgatan. Söder om Axala, på Axala hed, var tidigare avrättningsplatsen för Daga och Rönö härader belägen. Sannolikt har det funnits en tingsplats på Axala hed.